# Iqualadelphis
Iqualadelphis lactea es una especie extinta de mamífero marsupial del orden Didelphimorphia. Es un fósil del Cretáceo Superior procedente de Alberta (EE. UU.). Tradicionalmente este género ha venido clasificándose dentro de la familia Pediomyidae por su similitud a Leptalestes, pero Davis (2007)[cita requerida] opina que es demasiado pequeño y primitivo para pertenecer a esta familia. Tampoco considera que esté relacionado con los fósiles encontrado en Utah por Eaton et cols[cita requerida] que pertenecen a Aenigmadelphis archeri.